# Brabantse Pijl 2025
De Belgische wielerwedstrijd de Brabantse Pijl werd in 2025 verreden op 18 april. Er vond zowel een editie bij de mannen als bij de vrouwen plaats.

## Mannen
Bij de mannen vond de 65e editie plaats van deze wedstrijd. Titelverdediger was de Fransman Benoît Cosnefroy, die deze editie niet aan de start stond. Opvolger van Cosnefroy werd de Belg Remco Evenepoel die in een sprint won van zijn medevluchter en landgenoot Wout van Aert. De Portugees António Morgado won de sprint van de achtervolgende groep en werd daarmee derde. In dezelfde groep eindige Tibor del Grosso als beste Nederlander op de tiend plek.
De start van deze wedstrijd was in Beersel en de finish lag in Overijse. De wedstrijd was onderdeel van de UCI ProSeries 2025.

### Uitslag
| Plaats  | Naam                   | Ploeg                    | Tijd     |
| ------- | ---------------------- | ------------------------ | -------- |
| Winnaar | Remco Evenepoel        | Soudal Quick-Step        | 3u35'14" |
| 2       | Wout van Aert          | Team Visma\|Lease a Bike | z.t.     |
| 3       | António Morgado        | UAE Team Emirates-XRG    | + 27"    |
| 4       | Alex Aranburu          | Cofidis                  | z.t.     |
| 5       | Eduard Prades          | Caja Rural-Seguros RGA   | z.t.     |
| 6       | Fabio Christen         | Q36.5 Pro Cycling Team   | z.t.     |
| 7       | Neilson Powless        | EF Education-EasyPost    | z.t.     |
| 8       | Guillermo Thomas Silva | Caja Rural-Seguros RGA   | z.t.     |
| 9       | Milan Menten           | Lotto                    | z.t.     |
| 10      | Tibor del Grosso       | Alpecin-Deceuninck       | z.t.     |
| 11      | Thomas Pidcock         | Q36.5 Pro Cycling Team   | z.t.     |
| 12      | Pau Miquel             | Equipo Kern Pharma       | z.t.     |
| 13      | Luca Van Boven         | Intermarché-Wanty        | z.t.     |
| 14      | Corbin Strong          | Israel-Premier Tech      | z.t.     |
| 15      | Alexandre Delettre     | Team TotalEnergies       | z.t.     |
| 16      | Quinten Hermans        | Alpecin-Deceuninck       | z.t.     |
| 17      | Edoardo Zambanini      | Bahrain Victorious       | z.t.     |
| 18      | Anthony Turgis         | Team TotalEnergies       | z.t.     |
| 19      | Tiesj Benoot           | Team Visma\|Lease a Bike | z.t.     |
| 20      | Fredrik Dversnes       | Uno-X Mobility           | z.t.     |

## Vrouwen
Bij de vrouwen werd de achtste editie georganiseerd van deze wedstrijd. Titelverdedigster was de Italiaanse Elisa Longo Borghini, die dit jaar haar titel prolongeerde. Borghini won na een solo van ongeveer elf kilometer. Gedurende de solo was de voorsprong meer dan dertig seconden, maar in de finale liep de voorsprong op het peloton snel terug. Uiteindelijk was de voorsprong op het peloton nog 6 seconden op de finish, waar de Nederlandse Marianne Vos de sprint won van landgenote Femke Gerritse.
Start van deze wedstrijd was in Lennik en de finish lag in Overijse. De wedstrijd was in totaal bijna 126 kilometer lang. De wedstrijd was onderdeel van de UCI Women's ProSeries 2024.

### Uitslag
| Plaats  | Naam                     | Ploeg                    | Tijd    |
| ------- | ------------------------ | ------------------------ | ------- |
| Winnaar | Elisa Longo Borghini     | UAE Team ADQ             | 3u7'37" |
| 2       | Marianne Vos             | Team Visma\|Lease a Bike | + 6"    |
| 3       | Femke Gerritse           | Team SD Worx-Protime     | z.t.    |
| 4       | Eleonora Gasparrini      | UAE Team ADQ             | z.t.    |
| 5       | Anna Henderson           | Lidl-Trek                | z.t.    |
| 6       | Évita Muzic              | FDJ-SUEZ                 | z.t.    |
| 7       | Yara Kastelijn           | Fenix-Deceuninck         | z.t.    |
| 8       | Elise Chabbey            | FDJ-SUEZ                 | z.t.    |
| 9       | Cat Ferguson             | Movistar Team            | z.t.    |
| 10      | Agnieszka Skalniak-Sójka | CANYON//SRAM zondacrypto | z.t.    |
| 11      | Monica Trinca Colonel    | Liv AlUla Jayco          | z.t.    |
| 12      | Magdeleine Vallieres     | EF Education-Oatly       | z.t.    |
| 13      | Audrey de Keersmaeker    | Lotto Ladies             | z.t.    |
| 14      | Karolina Perekitko       | Winspace Orange Seal     | z.t.    |
| 15      | Stina Kagevi             | Team Coop-Repsol         | z.t.    |
| 16      | Letizia Paternoster      | Liv AlUla Jayco          | + 16"   |
| 17      | Francesca Barale         | Team Picnic PostNL       | z.t.    |
| 18      | Pauliena Rooijakkers     | Fenix-Deceuninck         | + 20"   |
| 19      | Silvia Persico           | UAE Team ADQ             | + 42"   |
| 20      | Mischa Bredewold         | Team SD Worx-Protime     | + 55"   |

1961 · 1962 · 1963 · 1964 · 1965 · 1966 · 1967 · 1968 · 1969 · 1970 · 1971 · 1972 · 1973 · 1974 · 1975 · 1976 · 1977 · 1978 · 1979 · 1980 · 1981 · 1982 · 1983 · 1984 · 1985 · 1986 · 1987 · 1988 · 1989 · 1990 · 1991 · 1992 · 1993 · 1994 · 1995 · 1996 · 1997 · 1998 · 1999 · 2000 · 2001 · 2002 · 2003 · 2004 · 2005 · 2006 · 2007 · 2008 · 2009 · 2010 · 2011 · 2012 · 2013 · 2014 · 2015 · 2016 · 2017 · 2018 · 2019 · 2020 · 2021 · 2022 · 2023 · 2024
Ronde van Valencia ·
Ronde van Oman ·
Clásica de Almería ·
Figueira Champions Classic ·
Ronde van de Algarve ·
Ruta del Sol ·
Ardèche Classic ·
Drôme Classic ·
Kuurne-Brussel-Kuurne ·
Trofeo Laigueglia ·
Nokere Koerse ·
Milaan-Turijn ·
GP Denain ·
Bredene Koksijde Classic ·
Grote Prijs Miguel Indurain ·
Ronde van Hainan ·
Scheldeprijs ·
Brabantse Pijl ·
Ronde van de Alpen ·
Ronde van Turkije ·
Grote Prijs van Plumelec ·
Tro Bro Léon ·
Klassiek Duinkerke-GP van de Hauts-de-France ·
Vierdaagse van Duinkerke ·
Ronde van Hongarije ·
Veenendaal-Veenendaal ·
Antwerp Port Epic ·
Boucles de la Mayenne ·
Ronde van Noorwegen ·
Ronde van Slovenië ·
Brussels Cycling Classic ·
Dwars door het Hageland ·
Mont Ventoux Dénivelé Challenge ·
Ronde van België ·
Ronde van het Qinghaimeer ·
Ronde van Wallonië ·
Ronde van Burgos ·
Arctic Race of Norway ·
Ronde van Denemarken ·
Circuit Franco-Belge ·
Ronde van Duitsland ·
Ronde van Groot-Brittannië ·
Maryland Cycling Classic ·
GP Industria & Artigianato-Larciano ·
Coppa Sabatini ·
Grote Prijs van Fourmies ·
Grote Prijs van Wallonië ·
Ronde van Luxemburg ·
Super 8 Classic ·
Ronde van Langkawi ·
Ronde van het Münsterland ·
Ronde van Emilia ·
Coppa Bernocchi ·
Ronde van de Drie Valleien ·
Ronde van Piemonte ·
Ronde van het Taihu-meer ·
Parijs-Tours ·
Ronde van Veneto ·
Japan Cup ·
Veneto Classic
Schwalbe Women's One Day Classic · 
Ronde van Valencia · 
Wielerweek van Valencia · 
GP Oetingen · 
Nokere Koerse · 
Dwars door Vlaanderen · 
Brabantse Pijl · 
Clásica Féminas de Navarra · 
Veenendaal-Veenendaal Classic · 
Ronde van Thüringen · 
GP Fourmies · 
GP Stuttgart · 
Ronde van Emilia · 
GP Ciudad de Eibar · 
Ronde van de Drie Valleien